# Пекос (округ)
Округ Пекос (англ. Pecos county) — округ штата Техас Соединённых Штатов Америки. На 2000 год в нем проживало 16 809 человек. По оценке бюро переписи населения США в 2009 году население округа составляло 16 248 человек. Окружным центром является город Форт-Стоктон.

## История
Округ Пекос был сформирован в 1871 году. Он был назван по названию реки Пекос.

## География
По данным бюро переписи населения США площадь округа Пекос составляет 12 341 км², из которых 12 338 км² — суша, а 2,5 км² — водная поверхность (0,02 %).

### Основные шоссе
- Межштатная автомагистраль I-10
- Шоссе 67
- Шоссе 285
- Шоссе 385
- Автострада 18

### Соседние округа
- Уорд  (север)
- Крейн  (север)
- Крокетт  (восток)
- Террелл  (юго-восток)
- Брустер  (юго-запад)
- Джефф-Дейвис  (запад)
- Ривс  (северо-запад)